# Rotala tenella
Rotala tenella är en fackelblomsväxtart som först beskrevs av Jean Baptiste Antoine Guillemin och Perr., och fick sitt nu gällande namn av William Philip Hiern. Rotala tenella ingår i släktet Rotala och familjen fackelblomsväxter. Inga underarter finns listade i Catalogue of Life.